# 아라카르트

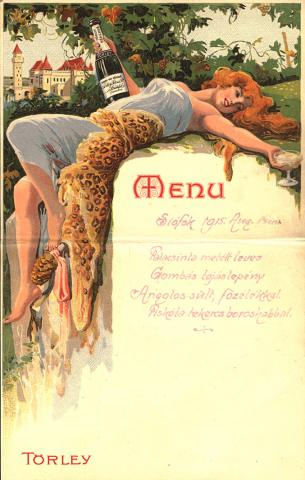
메뉴

아라카르트(프랑스어: à la carte, [alakaʀt], a la carte, alacarte, 영어: at the card)는 "식단에 따라서"라는 뜻의 프랑스어 구절이다. 식당에서 쓰이는 용어인데 경우에 따라 다음과 같은 것들을 가리킨다.
- 메인 코스 요리를 주문할 수 있을 뿐만 아니라 그것에 딸린 부수적인 요리를 추가적인 가격 지불 없이 선택하여 먹을 수 있다는 선택 사항을 뜻한다. "메뉴로부터 자유롭게 주문하라"는 뜻으로 통한다. 메뉴 순서가 미리 설정되어 있지는 않고, 여러 가지 요리 조합을 주문할 수 있다는 뜻이다.
- 고정된 요리, 고정 가격의 멀티코스 식사 외에 따로 주문해야 할 아이템들의 목록을 가리킨다. (타블 도트(table d'hôte) 항목 참조.)

주방으로서는 요리 재료를 더 많이 준비해야 한다는 애로 사항이 있기는 하다. 요리 시간 계획을 짜는 데 있어서, 또한 요리 재료 준비 계획을 짜는 데 있어서 불확정성이 증가한다.

## 기타
프랑스어 숙어 "아라카르트"는 "좋은 선택"을 뜻하는 은유로 쓰이기도 한다.

## 같이 보기
- 알라미뉴트
- 정식(타블 도트)